# Mas del Francès (Amposta)
El Mas del Francès és una masia d'Amposta inclosa a l'Inventari del Patrimoni Arquitectònic de Catalunya.

## Descripció
Construcció bastant deteriorada i refeta a sectors, encara que conserva la distribució original en estructura. No té una concepció unitària, sinó que està concebuda com una sèrie de cossos independents adossats.
Hi ha un cos central, en part utilitzat abans com a habitatge, i dos de laterals adossats, coberts a un vessant; el de l'esquerra actualment convertit en una mena de rafal, perquè s'ha llevat la porta; al de la dreta encara hi ha adossat a més un porxo de construcció.
El cos central a la vegada, consta d'un cos davanter de façana, amb dos portes i terrat horitzontal -només planta-; i un cos central de planta i un pis, cobert a un vessant actualment amb uralita; i un de posterior també només amb planta però a un vessant. Al mur, l'arrebossat marca també la diferència entre els tres cossos. En general hi ha molt poques finestres, i molt petites.
És interessant que al davant del mas es conserva, a més de dues eres de batre, un antic molí de vent per extreure aigua. Actualment està abandonat, i ha perdut una aspa, però la seva estructura i les basses on llançava l'aigua estan bastant bé conservades.